# Sri Lanka na Letnich Igrzyskach Olimpijskich 1996
Sri Lankę na Letnich Igrzyskach Olimpijskich 1996 reprezentowało dziewięciu zawodników: pięciu mężczyzn i 4 kobiety. Był to 12 start reprezentacji Sri Lanki w letnich igrzyskach olimpijskich.

## Skład kadry

### Lekkoatletyka
Kobiety
- Susanthika Jayasinghe - bieg na 200 m - odpadła w ćwierćfinale (nie ukończyła biegu),
- Sriyani Kulawansa - bieg na 100 m przez płotki - odpadła w ćwierćfinale,

Mężczyźni
- Chintaki De Zoysa - bieg na 100 m - odpadł w eliminacjach,
- Sugath Thilakaratne - bieg na 400 m - odpadł w ćwierćfinale,
- Mahesh Perera - bieg na 110 m przez płotki - odpadł w eliminacjach,
- Benny Fernando skok w dal - nie został sklasyfikowany (nie zaliczył żadnej próby)

### Skoki do wody
Mężczyźni
- Janaka Biyanwila - trampolina 3 m - 35. miejsce,

### Strzelectwo
Kobiety
- Pushpamali Ramanayake
  - karabin pneumatyczny 10 m - 25. miejsce,
  - karabin małokalibrowy trzy pozycje 50 m - 36. miejsce,
- Malini Wickramasinghe
  - karabin pneumatyczny 10 m - 44. miejsce,
  - karabin małokalibrowy trzy pozycje 50 m - 35. miejsce,